# Vinilkosmo

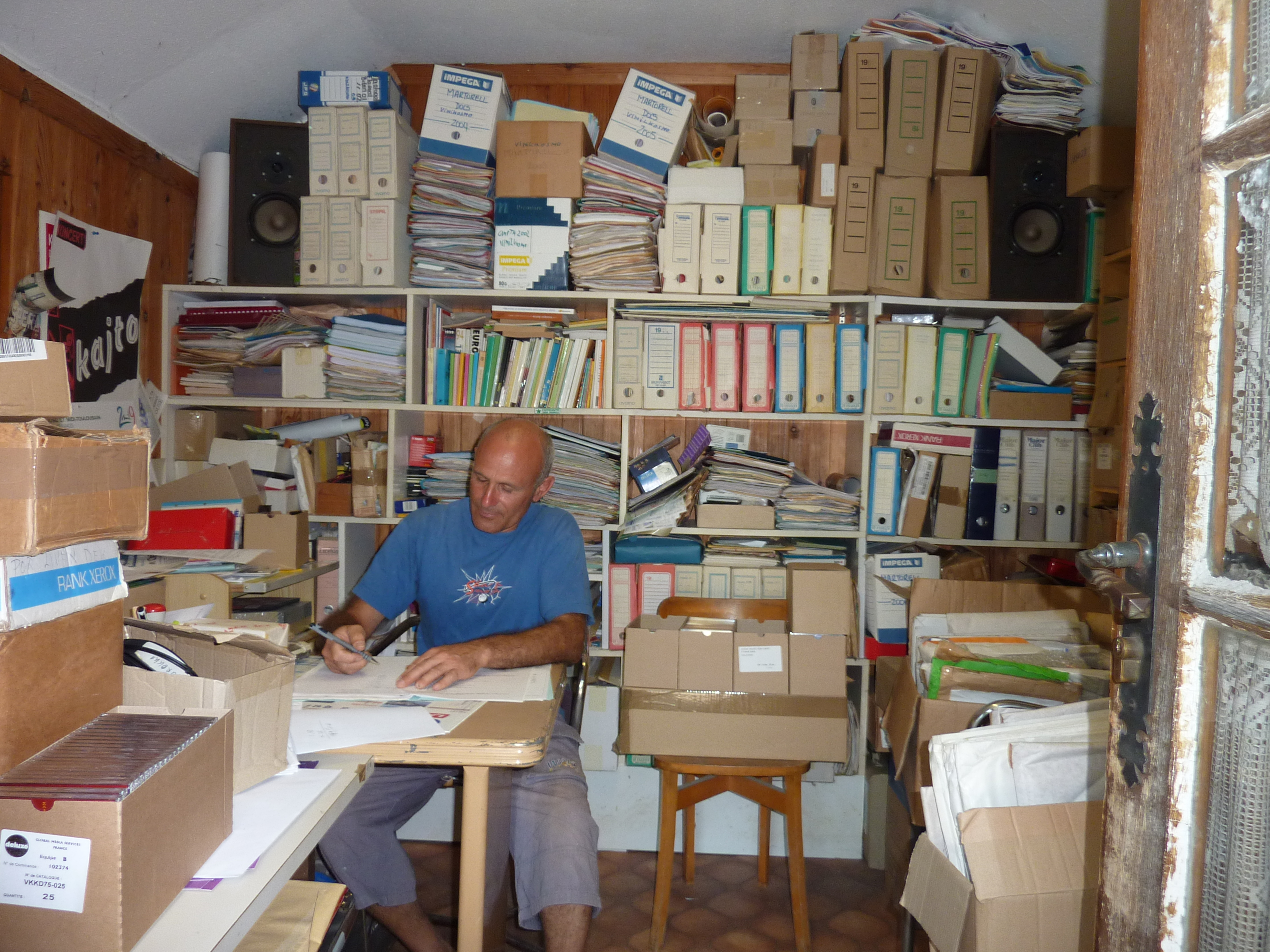
Floréal Martorell in het kantoor van Vinilkosmo

Vinilkosmo is een uitgeverij van Esperantomuziek die wordt verzorgd door de Fransman Floréal Martorell. Op de meertalige website van Vinilkosmo zijn muziekfragmenten te beluisteren en CD's te bestellen.
De uitgeverij heeft twee compilatie-CD's uitgebracht onder de naam Vinilkosmo-kompil'. Daarna volgden nog twee compilaties: Elektronika kompilo en Esperanto Subgrunde. Naar aanleiding van het jaar 2000 heeft Vinilkosmo Kolekto 2000 opgezet. Het doel was om tien CD's met muziek in het Esperanto op de markt te brengen. Hierin is Vinilkosmo geslaagd.